# Burgessia bella
La burgessia (Burgessia bella) è un artropode marino estinto, vissuto nel Cambriano medio (circa 505 milioni di anni fa). I suoi resti sono stati rinvenuti in Canada, nel ben noto giacimento di Burgess Shales.

## Simile al limulo
L'aspetto di questo animale, superficialmente, era molto simile a quello dell'attuale limulo, anche se le dimensioni erano di molto inferiori. La burgessia era un piccolo animale, lungo in media tre centimetri, dotato di un corpo discoidale ricoperto da un carapace e di una lunghissima coda appuntita, formata da un elemento unico lungo il doppio del corpo. Secondo Charles Doolittle Walcott, che scoprì i fossili negli anni '10, la burgessia era un crostaceo branchiopodo appartenente ai notostraci. Una ridescrizione avvenuta nel 1975 ad opera di Chris Hughes dimostrò invece che, come molti artropodi rinvenuti a Burgess, anche questo animale rappresentava un elemento isolato senza affinità con altre forme note in precedenza.